# Simona Gogârlă
Simona Silvia Gogârlă, ibland även Gogîrlă, ursprungligen Țuțuianu, född 11 april 1975 i Focșani, är en rumänsk tidigare handbollsspelare och numera handbollstränare. Som spelare vann hon VM-silver 2005 med Rumäniens damlandslag.
I Rumänien spelade Gogârlă för CS Oltchim Râmnicu Vâlcea, Rulmentul Brașov och CS Rapid București. Utanför Rumänien hann hon under den aktiva karriären spela för RK Krim i Slovenien, SD Itxako i Spanien och Győri ETO KC i Ungern.